# نایسریا گونوره‌آ
نایسریا گنوره آ (Neisseria gonorrhoeae)، دیپلوکوک‌های گرم منفی لوبیایی شکل هستند که موجب بیماری سوزاک می‌شوند. نایسریا گونوره آ (گونوکوک) اولین بار در سال ۱۸۷۹ توسط آلبرت نایسر کشف شد.

## میکروب‌شناسی
نایسریا گونوره آ، باکتری مشکل پسند و حساسی است که برای رشد در شرایط آزمایشگاهی نیاز به مواد غذایی تکمیلی در محیط کشت دارد. کوکسی‌های گونوکوک می‌توانند به شکل اختیاری در داخل سلول‌ها رشد کنند. آن‌ها بیشتر اوقات به شکل دیپلوکوک دیده می‌شوند. گونوکوک از طریق تماس جنسی منتقل می‌شود.
برای رشد نایسریا می‌توان از محیط کشت تایر - مارتین استفاده کرد. این محیط کشت دارای آنتی‌بیوتیک‌های وانکومایسین، کولیستین، نیستاتین و تری متوپریم- سولفامتوکسازول است. این آنتی‌بیوتیک‌ها از رشد سایر باکتری‌ها و قارچ‌های آلوده‌کننده جلوگیری می‌کنند. برای تشخیص بیوشیمیایی گونوکوک از تست اکسیداز استفاده می‌شود. گونوکوک، اکسیداز مثبت است. همچنین گونوکوک فقط توانایی تولید اسید از گلوکز را دارد.
گونوکوک از طریق حرکت تکانشی (twitching motility) می‌تواند حرکت کند. باکتری از طریق پیلی تیپ IV به سطوح می‌چسبد. باکتری از طریق توکشیدن پیلی حرکت می‌کند. این‌طور تصور شده‌است که باکتری می‌تواند از این طریق ۱۰۰ هزار برابر وزن خود را بکشد!
گونوکوک دارای پروتئین‌های سطحی Opa است که به گیرنده‌های سطحی سلول‌ها متصل می‌شود. پروتئین‌های Opa موجب چسبندگی گونوکوک در داخل کلنی‌ها به یکدیگر و همچنین اتصال باکتری به سلول‌های دارای آنتی‌ژن‌های کارسینوامبریونیک (CD66) می‌شود. گونوکوک‌هایی که کلنی‌های مات تولید می‌کنند، پروتئین Opa را دارند. باکتری توانایی فرار از پاسخ سیستم ایمنی را دارد. بدن نمی‌تواند خاطره ایمنی نسبت به باکتری ایجاد کند؛ بنابراین، عفونت مجدد با نایسریا گونوره آ شایع است. مهمترین مکانیسم فرار باکتری از سیستم ایمنی، تغییرات آنتی‌ژنی است. باکتری، پروتئین‌های Opa را تغییر می‌دهد. گوناگونی و تنوع بیش از اندازه پروتئین‌های باکتری، کار سیستم ایمنی میزبان را برای شناسایی باکتری مشکل می‌سازد.
گونوکوک به‌طور طبیعی قدرت ترانسفورماسیون دی‌ان‌ای را دارد. همچنین می‌تواند هم یوغی (کانژوگاسیون) انجام دهد. همین مسئله سبب می‌شود که باکتری، دی‌ان‌ای خود را تغییر دهد. ژن‌های مقاومت آنتی‌بیوتیکی از این طریق منتقل می‌شوند که از نظر پزشکی پراهمیت و خطرناک است.
در سال ۲۰۱۱، پژوهشگران دانشگاه نورت‌وسترن، به شواهدی مبنی بر حضور قطعاتی از دی‌ان‌ای انسان در ژنوم باکتری دست یافتند. این اولین گزارش از انتقال افقی ژن‌ها از انسان به باکتری است.

## بیماری
علایم بیماری بر اساس جایگاه عفونت، متفاوت است. ۱۰٪ مردان و ۸۰٪ زنان مبتلا به گونوکوک، بدون علامت هستند. عفونت آلت تناسلی منجر به دفع چرک از آن خواهد شد. علائم شامل قرمزی، تورم و ادرار همراه با سوزش است. نایسریا گونوره آ همچنین می‌تواند موجب ورم ملتحمه چشم، التهاب حلق، پروکتیت (التهاب مقعد و راست روده، التهاب پیشابراه، التهاب پروستات و بیضه‌ها شود.
وروم ملتحمه در نوزادان تازه متولد شده از زنان مبتلا به سوزاک، شایع است. برای جلوگیری از عوارض، از پمادهای نیترات نقره و آنتی‌بیوتیک‌ها جهت درمان ورم ملتحمه استفاده می‌شود. این بیماری می تاوند موجب خراش یا سوراخ شدن قرنیه و در نتیجه منجر به کوری نوزاد شود.
عفونت گونوکوکی منتشر می‌توان منجر به مننژیت (التهاب لایه‌های مغز)، اندوکاردیت (التهاب لایه‌های قلب) و سندرم آرتریت- درماتیت (التهاب مفاصل و پوست) شود.
عفونت دستگاه تناسلی زنان می‌تواند بیماری التهابی لگن را سبب شود. اگر درمان نشود، سبب ناباروری خواهد شد. ناباروری بر اثر التهاب و زخم شدن شیپور رحمی (لوله فالوپ) اتفاق می‌افتد. ۱۰٪ تا ۲۰٪ زنان مبتلا به سوزاک، در خطر ناباروری هستند.

## درمان و پیشگیری
در صورت مقاومت به پنی سیلین، از سفتریاکسون (سفالوسپورین نسل سوم) استفاده می‌شود. شریک جنسی نیز باید تحت درمان قرار گیرد. مقاومت آنتی‌بیوتیکی در گونوکوک همواره برای همه گیرشناسان (اپیدمیولوژیست‌ها) جالب بوده‌است. در دهه ۱۹۴۰، پنی سیلین آنتی‌بیوتیکی کارا بود. در دهه ۱۹۷۰، سویه‌های مقاوم به پنی سیلین و تتراسایکیلین در کشورهای مناطق اقیانوس آرام ظاهر شدند.
سپس این سویه‌ها به هاوایی، کالیفرنیا، سایر مناطق ایالات متحده آمریکا و اروپا گسترش یافتند. فلوروکوئینولون‌ها، آنتی‌بیوتیک‌های دفاعی بعدی علیه نایسریا گونوره آ بودند اما باکتری بزودی نیز به آن‌ها مقاوم شد. از سال ۲۰۰۷، درمان استاندارد استفاده از سفالوسپورین‌های نسل سوم مانند سفتریاکسون بوده‌است. به تازگی سویه بسیار مقاوم به سفتریاکسون در ژاپن کشف شده‌است. این سویه H041 نام دارد. نایسریا گونوره آ دارای ژن‌های بسیاری برای مقاومت به هر آنتی‌بیوتیک است اما همگی این ژن‌ها در یک سویه وجود ندارند. از آنجایی که در گونوکوک، قدرت انتقال افقی ژن‌ها بسیار زیاد است. از این رو، توانایی باکتری در اکتساب ژن‌های مقاوم به آنتی‌بیوتیک‌ها زیاد است.
بیماران باید از نظر سایر بیماری‌های جنسی مانند عفونت‌های کلامیدیایی غربال شوند زیرا بیشتر مبتلایان به سوزاک (تا ۵۰٪) هم‌زمان دو بیماری را دارند. استفاده از کاندوم در هنگام نزدیکی جنسی، خطر ابتلا به سوزاک را کاهش می‌دهد.
به تازگی مرکز کنترل بیماری های امریکا استفاده از درمان دوگانه با استفاده از  سفتریاکسون (سفالوسپورین نسل سوم) و آزیترومایسین را برای درمان آن توصیه می‌کند.

## واکسن
به دلیل شیوع گسترده عفونت و همچنین سویه‌های مقاوم به آنتی‌بیوتیک، تولید واکسن از اهمیت ویژه‌ای برخوردار است. با این حال، تاکنون تأکید اندکی بر طراحی واکسن و کارآزمایی بالینی بر روی انسان بوده‌است.